# José Eugenius van Beieren en Bourbon
José Eugenius Alfons Ferdinand Mariano Teresa Antonia van Beieren en Bourbon (Madrid, 26 maart 1909 - aldaar, 16 augustus 1966) (Spaans: José Eugenio de Baviera y Borbón) was een Spaans-Beierse prins uit het huis Wittelsbach, academicus, musicoloog en de directeur van de Koninklijke Academie van San Fernando.
Hij was de zoon van don Fernando Maria de Baviera y de Borbon en Maria Theresia van Spanje, een dochter van koning Alfons XII. Zijn vader had in 1906 het Spaans staatsburgerschap verkregen, waarbij zijn neef, koning Alfons XIII, hem tevens de titel infante van Spanje had verleend. Hij speelde piano en studeerde in Parijs onder Alfred Cortot en Marguerite Long.
In 1933 trouwde José Eugenius met María de la Ascunción Solange de Messía y de Lesseps, gravin van Odiel. Na zijn huwelijk werd aan José Eugenius de titel graaf van Odiel toegekend. Het paar kreeg de volgende kinderen:
- Maria Christina (1935-2014)
- Fernando Juan (1937-1999)
- Maria Theresia (1941)
- Lodewijk Alfons (1942-1966)

In 1936 vocht José Eugenius aan de zijde van Juan de Borbón, Graaf van Barcelona, in de Spaanse burgeroorlog. Na de arrestatie van de graaf vocht hij aan de zijde van de Franquisten en nam hij deel aan de Slag bij Teruel. 
In juli 1961 werd hij opgenomen in de Order of the Crown of Thorns.
José Eugenius overleed in 1966 ten gevolge van een longontsteking.
- Biblioteca Nacional de España: XX842553
- Bibliothèque nationale de France: cb145324343 (data)
- International Standard Name Identifier: 0000 0000 5947 368X
- Library of Congress Control Number: no00035355
- Virtual International Authority File: 309784589
- WorldCat: E39PCjDxYFvvFdJCTdMRHffb7d